# Thomas Emde

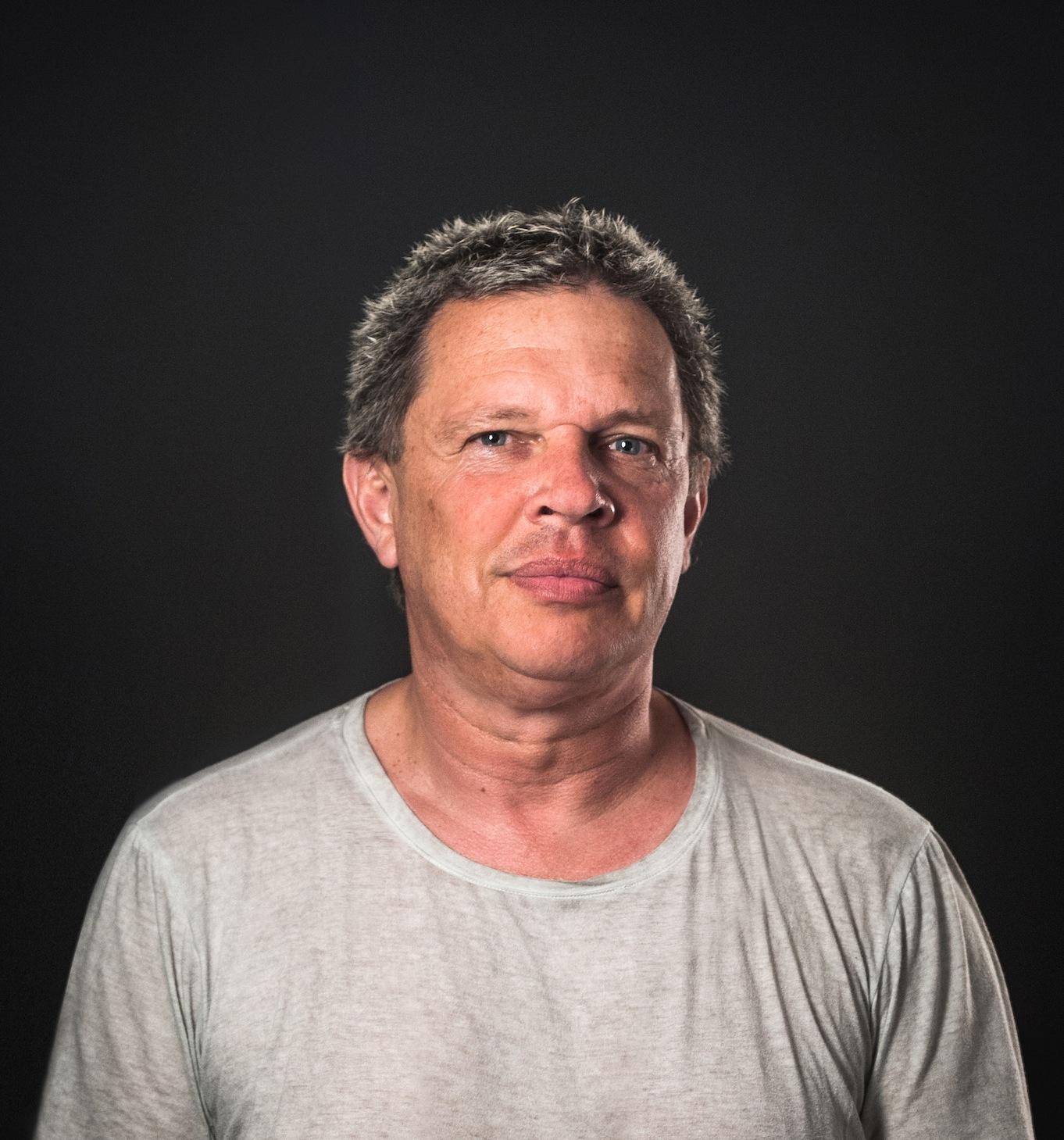
Thomas Emde

Thomas Emde (* 22. März 1959 in Korbach) ist ein deutscher Künstler, Lichtdesigner, Erfinder und Unternehmer.

## Leben
Nach der Schule absolvierte Thomas Emde eine Ausbildung zum Tiefdruck-Farbretuscheur und Reprofotografen beim Verlag der Tageszeitung Frankfurter Rundschau. 1983 begann er ein Studium der Freien Kunst an der Kunsthochschule Kassel, das er 1985 an der Hochschule der Künste Berlin fortsetzte. 1990 schloss er sein Studium als Meisterschüler ab. Ein Atelierstipendium der Jürgen-Ponto-Stiftung und der Stadt Frankfurt am Main brachte ihn noch vor Abschluss des Studiums nach Frankfurt, wo er seitdem lebt und arbeitet.  Er ist verheiratet und hat zwei Töchter, darunter Mala Emde.
Gegen Ende der 1990er Jahre begann er sich intensiver mit Licht – verstanden als immaterialisierte Farbe – auseinanderzusetzen. 1999 entstanden erste Lichtkunstwerke und architektonische Lichtinstallationen.

## Werk

### Kunst
Von Ende 1996 bis Anfang 1998 schuf Thomas Emde für das Hochhaus der Commerzbank in Frankfurt am Main (Commerzbank Tower) ein monumentales „Wolkenvlies“ im Format von 1680 × 1235 cm. Zu den weiteren Projekten, die Emde in den Folgejahren realisierte, gehört u. a. die Beleuchtung des Römers und Kaiserdoms St. Bartholomäus in Frankfurt am Main.

„An der Grenze zum romantischen Kitsch spielt Emde mit den Möglichkeiten malerischer Darstellung, wie sie vor der Entdeckung der Fotografie noch bestanden haben.“

### Patente und Unternehmen
Um die in den Projekten angestrebte Lichtwirkung umsetzen zu können, entwickelte Emde neue Produkte und technische Verfahren, die er sich patentieren ließ. Zu seinen Patentanmeldungen und Produktentwicklungen gehört das emdelight-Glas – ein Lichtglas, dessen Farbe und Helligkeit stufenlos steuerbar sind. Eine weitere Patent- und Produktfamilie von Emde bezieht sich auf organische LEDs als Lichtquelle. Unter seiner Regie wurde am Institut für Hochfrequenztechnik der Technischen Universität Braunschweig 2012 der erste Demonstrator eines OLED-Leuchtmittels vergleichbar einer Retrofit-Birne entwickelt. Emde hält des Weiteren Patente im Bereich großflächig transparenter Displays, die im Innen- und Außenbereich eingesetzt werden können.
Als Mitgründer rief Thomas Emde 2018 das OLED-Licht-Forum ins Leben, gemeinsam mit neun anderen Unternehmen: Apeva, BASF Coatings, Fraunhofer FEP, Hema, Irlbacher, Merck, OLEDWorks, OSRAM und Walo-LT.

### Forschungsprojekte
Von 2016 bis 2019 war Thomas Emde Projektpartner im Forschungsprojekt PI-SCALE der EU. Seit 2019 ist das Unternehmen von Emde Konsortialführer im Forschungsprojekt KODOS, das vom Bundesministerium für Bildung und Forschung gefördert wird. Projektziel ist es, einen Baukasten an Funktionswerkstoffen, Halbzeugen, Werkzeugen und Technologien für die Rolle-zu-Rolle-Herstellung von optoelektronischen Systemen auf Dünnglas anbieten zu können.

## Einzelausstellungen (Auswahl)
- 1991: Thomas Emde: Neue Arbeiten, Friedman-Guiness-Gallery, Frankfurt am Main, Deutschland
- 1991: Thomas Emde,[8] Kunsthalle Mannheim, Deutschland
- 1993: Pro Forma,[9] Sprengel Museum Hannover, Deutschland
- 1993: Galerie James van Damme, Antwerpen, Belgien
- 1994: Thomas Emde: Motivarbeiten und Objekte,[10] Skulpturenmuseum Glaskasten Marl, Deutschland
- 1995 Motiv Farbe,[11] Van Reekum Museum (CODA-Museum) (28.1.–23.4.1995), Apeldoorn, Niederlande; Museum am Ostwall (21.5.–2.7.95), Dortmund, Deutschland
- 1998: Thomas Emde Obras 1988-1997,[12] Museo de Arte y Diseno Contemporaneo, San Jose, Costa Rica
- 1999: Thomas Emde, Museu de Arte Carillo Gil, Mexiko-Stadt, Mexiko
- 2000: Thomas Emde, Centre d’art contemporain, Brüssel, Belgien
- 2002: Das Ende der Beleuchtung, Stilwerk Berlin / Hamburg / Düsseldorf, Deutschland
- 2003: Thomas Emde, Galerie Erhard Witzel, Wiesbaden, Deutschland
- 2014: Back to Light, Museum Angewandte Kunst, Frankfurt am Main, Deutschland

## Architektonische Lichtinstallationen (Auswahl)
- 1999: Commerzbank Tower,[13] Frankfurt am Main, Deutschland
- 2005: Innside Hotel, Frankfurt am Main, Deutschland
- 2005: Römer, Frankfurt am Main, Deutschland[14]

## Gruppenausstellungen (Auswahl)
- 1990: 6. Ausstellung der Jürgen-Ponto-Stiftung, Frankfurter Kunstverein, Frankfurt am Main, Deutschland
- 1991: Bildlicht, Museum des 20. Jahrhunderts, Wien, Österreich
- 1991: Zwischen Malerei und Objekt, Museum Schloß Philippsruhe, Hanau, Deutschland
- 1991: Forum Junger Kunst, Kunsthalle zu Kiel / Museum Bochum / Städtische Galerie Wolfsburg, Deutschland
- 1991: Dem Herkules zu Füßen II, Museum Fridericianum, Kassel, Deutschland
- 1991: ars viva, Westfälischer Kunstverein Münster / Museum Bochum / Galerie am Ratswall, Bitterfeld / Kulturbrauerei, Berlin / Büro Orange, München, Deutschland
- 1992: Objekt, Zeichnung, und…, Galerie Neher, Essen, Deutschland
- 1993: Seh-Räume, Galerie Neher, Essen, Deutschland
- 1994: Ad libitum, Kasseler Kunstverein, Kassel, Deutschland
- 1995: Deyle-Emde-Heßling, Kunst-Museum Ahlen, Ahlen, Deutschland
- 1996: Über den Wolken, unter den Sternen (gemeinsam mit Thomas Ruff), Kunsthaus Kaufbeuren, Kaufbeuren, Deutschland
- 1996: Red Colour, Newspace Gallery, Los Angeles, USA
- 1996: Visions of a New Morning, Hambacher Schloß, Neustadt an der Weinstraße, Deutschland
- 1997: Emde-Heimerdinger-Koether, Newspace Gallery, Los Angeles / LASCA Gallery, Los Angeles (deutscher Beitrag zur LA International Biennial), USA
- 1997: No Limite da Forma, Paco Imperial, Rio de Janeiro / Casa das Rosas, Sao Paulo / Palacio das Artes, Belo Horizonte, Brasilien
- 1997: Radicaal-Beeld, Stedelijk Museum Schiedam, Schiedam, Niederlande
- 1998: Beyond the Physical, Main Art Gallery California State University, Fullerton, USA
- 1998: Visions of a New Morning, Herzliya Museum of Modern Art, Tel Aviv, Israel
- 2000: Abstraction: From Field to Field, Elizabeth Leach Gallery, Portland, USA
- 2004: Farbe als Farbe, Museum am Ostwall, Dortmund, Deutschland, GLOW, Eindhoven, Niederlande (mit emdedesign)
- 2013: Von Farbe bis Farbe – Werke aus der Sammlung der Werner Richard – Dr. Carl Dörken Stiftung,[15]
- 2016/17: Edison Spa, Rom, Italien (mit emdedesign)

### Kataloge (Auswahl)
- Ad libitum. Kasseler Kunstverein (Hrsg.). 1994, ISBN 3-927941-06-9
- Bildlicht. Malerei Zwischen Material und Immaterialität. Wiener Festwochen; Wolfgang Drechsler, Peter Weibel (Hrsg.). 1991, ISBN 3-203-51133-9.
- Dem Herkules zu Füßen. Museum Fridericianum (Hrsg.). 1991, ISBN 3-927015-02-4.
- Himmelfahrt. Hatje Cantz Verlag (Hrsg.) 2000, ISBN 3-7757-9032-2.
- Thomas Emde. Städtische Kunsthalle Mannheim (Hrsg.) 1992, ISBN 3-89165-079-5.
- Forum junger Kunst 1991. Kunsthalle zu Kiel (Hrsg.) 1991, ISBN 3-923701-48-9.
- Visions of a New Morning. LINK e. V. Verein zur Förderung der internationalen Verständigung durch Kunst und Kultur (Hrsg.) 1996, ISBN 3-89466-166-6.
- Farbe als Farbe. Bilder der Werner Richard – Dr. Carl Dörken Stiftung. Dr. Carl Dörken Stiftung (Hrsg.) Kettler Verlag, 2004, ISBN 3-93739-023-5.